# نیل سفید (ایالت سودان)
ایالت نیل سفید (به عربی: ولایة النیل الأبیض) یک ایالت در سودان می باشد که در جنوب این کشور واقع شده‌است.

## خصوصیات
نیل سفید ۳۰٬۴۱۱ کیلومترمربع مساحت و ۱٬۱۸۸٬۷۰۷ نفر جمعیت دارد.